# Torneo de las Tres Naciones 1996

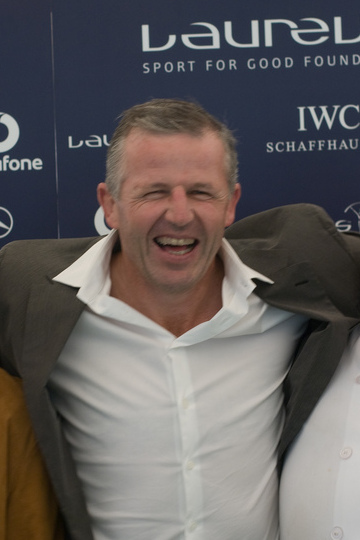
Sean Fitzpatrick lideró la victoria invicta.

El Torneo de las Tres Naciones 1996 fue la primera edición de la competencia anual hoy conocida como The Rugby Championship.
Comenzó el 6 de julio y finalizó el 10 de agosto, participaron las tres potencias del hemisferio sur: Australia, Nueva Zelanda y Sudáfrica. Los All Blacks obtuvieron el título ganando todos los partidos.

## Modo de disputa
El torneo se disputó con el sistema de todos contra todos a dos series, de ida y vuelta. Cada partido dura 80 minutos divididos en dos partes de 40 minutos.
Los cuatro participantes se agrupan en una tabla general teniendo en cuenta los resultados de los partidos mediante un sistema de puntuación, la cual se reparte:
- 4 puntos por victoria.
- 2 puntos por empate.
- 0 puntos por derrota.

También se otorga punto bonus, ofensivo y defensivo:
- El punto bonus ofensivo se obtiene al marcar cuatro (4) o más tries.
- El punto bonus defensivo se obtiene al perder por una diferencia de hasta siete (7) puntos.

## Equipos participantes
| Australia | Nueva Zelanda | Sudáfrica  |
| --------- | ------------- | ---------- |
| Wallabies | All Blacks    | Springboks |

| Selección     | Entrenador       | Capitán          |
| ------------- | ---------------- | ---------------- |
| Australia     | Greg Smith       | John Eales       |
| Nueva Zelanda | John Hart        | Sean Fitzpatrick |
| Sudáfrica     | Andre Markgraaff | Gary Teichmann   |

## Tabla de posiciones
| Posición | Equipos       | Partidos | Partidos | Partidos | Partidos | Puntos  | Puntos    | Puntos | Bonus | Bonus | Puntos |
| Posición | Equipos       | PJ       | PG       | PE       | PP       | A favor | En contra | Dif    | Of    | Def   | Puntos |
| -------- | ------------- | -------- | -------- | -------- | -------- | ------- | --------- | ------ | ----- | ----- | ------ |
| 1        | Nueva Zelanda | 4        | 4        | 0        | 0        | 119     | 60        | +59    | 1     | 0     | 17     |
| 2        | Sudáfrica     | 4        | 1        | 0        | 3        | 70      | 84        | −14    | 0     | 2     | 6      |
| 3        | Australia     | 4        | 1        | 0        | 3        | 71      | 116       | −45    | 0     | 2     | 6      |

## Resultados
BO: Punto de bonificación ofensivo.
BD: Punto de bonificación defensivo.
Primera fecha
| 6 de julio de 1996 | Nueva Zelanda                                                                                    | BO 43 – 6 | Australia         | Athletic Park, Wellington                               |                                                         |
| 14:35 (UTC+12)     | Tries Z. Brooke Cullen Jones Lomu Marshall Wilson Conversiones Mehrtens (2) Penales Mehrtens (3) |           | Penales (2) Burke | Asistencia: 39.523 espectadores Árbitro(s): Ed Morrison | Asistencia: 39.523 espectadores Árbitro(s): Ed Morrison |

Segunda fecha
| 13 de julio    | Australia                                           | 21 – 16 BD | Sudáfrica                                                     | Estadio de Fútbol de Sídney, Sídney                         |                                                             |
| 20:00 (UTC+10) | Tries Roff Horan Conversión Burke Penales Burke (3) |            | Try Hendriks Conversión Honiball Penales (2) Honiball Joubert | Asistencia: 41.850 espectadores Árbitro(s): Tony Spreadbury | Asistencia: 41.850 espectadores Árbitro(s): Tony Spreadbury |

Tercera fecha
| 20 de julio    | Nueva Zelanda        | 15 – 11 BD | Sudáfrica                        | Lancaster Park, Christchurch                           |                                                        |
| 20:05 (UTC+10) | Penales Mehrtens (5) |            | Try Joubert Penales (2) Stransky | Asistencia: 38.000 espectadores Árbitro(s): Ray Megson | Asistencia: 38.000 espectadores Árbitro(s): Ray Megson |

Cuarta fecha
| 27 de julio    | Australia                            | BD 25 – 32 | Nueva Zelanda                                                       | Estadio Suncorp, Brisbane                               |                                                         |
| 20:00 (UTC+10) | Tries Burke Gregan Penales Burke (5) |            | Tries Bunce Marshall Conversiones (2) Mehrtens Penales (6) Mehrtens | Asistencia: 40.167 espectadores Árbitro(s): Jim Fleming | Asistencia: 40.167 espectadores Árbitro(s): Jim Fleming |

Quinta fecha
| 3 de agosto   | Sudáfrica                                             | 25 – 19 BD | Australia                                         | Estadio Free State, Bloemfontein                           |                                                            |
| 15:00 (UTC+2) | Try Stransky Conversión Stransky Penales Stransky (6) |            | Try Tune Conversión Eales Penales Burke (2) Eales | Asistencia: 38.000 espectadores Árbitro(s): Brian Stirling | Asistencia: 38.000 espectadores Árbitro(s): Brian Stirling |

Sexta fecha
| 10 de agosto  | Sudáfrica                                                      | 18 – 29 | Nueva Zelanda                                                     | Estadio Newlands, Ciudad del Cabo                        |                                                          |
| 15:00 (UTC+2) | Tries Du Randt Mulder Conversión Stransky Penales Stransky (2) |         | Tries Osborne Dowd Conversiones (2) Mehrtens Penales (5) Mehrtens | Asistencia: 51.000 espectadores Árbitro(s): David McHugh | Asistencia: 51.000 espectadores Árbitro(s): David McHugh |